# Bartosz Kosowski
Bartosz Kosowski (ur. 1979 w Kolnie) – polski ilustrator związany z Łodzią, laureat wielu międzynarodowych nagród, zdobył popularność plakatem do filmu Lolita oraz plakatem przedstawiającym Władimira Putina w kominiarce na okładce magazynu „Time”.
Jest laureatem pięciu złotych i jednego srebrnego medalu przyznawanych przez Amerykańskie Stowarzyszenia Ilustratorów, jak również złotego medalu w konkursie Spectrum 27.

## Życiorys
Kosowski urodził się w Kolnie w województwie warmińsko-mazurskim. W latach 1998–2001 studiował filologię angielską w Nauczycielskim Kolegium Języków Obcych we Wrocławiu, następnie w latach 2001–2003 także na Uniwersytecie Wrocławskim. W latach 2004–2007 studiował grafikę artystyczną na Wydziale Grafiki i Malarstwa na Akademii Sztuk Pięknych im. Władysława Strzemińskiego w Łodzi pod kierunkiem prof. Krzysztofa Wawrzyniaka, a po studiach założył własne studio ilustratorskie Blackbird Ilustration w Łodzi.
Współpracuje z czasopismami na całym świecie, w tym m.in.: „The New Yorker”, „The New Republic”, „The Hollywood Reporter”, „Politico”, „The Economist”, „Washington Post” „Chicago Magazine” „Gazetą Wyborczą” oraz „Newsweekiem”. Jego prace pojawiły się m.in. w wydawnictwach znanych w branży ilustracyjnej, takich jak: Illustration Now! Vol.4, Illustration – A Theoretical & Contextual Perspective, Spectrum 23, 25, 26 i 27, Total Geek Art oraz 200 Best Illustrators Worldwide 2011/2012. Współpracował także z firmami takimi jak: Apple, Disney, LucasFilm, Canal+, Netflix, HBO, Electronic Arts, Legendary Pictures, Orange, ING, Kadr Film Studio.
Uczestniczył w kilkudziesięciu wystawach zbiorowych i indywidualnych na świecie, m.in. w Nowym Jorku, Los Angeles, San Francisco, Nagoi, Limassol, Itace, Nikozji, Hongkongu, Vicenzy, Lahti, Bardejowie, Londynie, Haarlemie, Łodzi, Gdyni, Szczecinie i Warszawie.

## Nagrody i wyróżnienia
2005:
- Międzynarodowy Festiwal Komiksu i Gier w Łodzi – pierwsza nagroda w kategorii debiutantów,

2008:
- Associazione Culturale Good Design – Zwycięzca w kategorii „Good 50x70”

2012:
- European Design Awards(inne języki) – Finalista

2013:
- New York Festivals Awards – Finalista[6]

2014:
- Złoty medal od Society of Illustrators of New York(inne języki) za plakat do filmu Lolita Stanleya Kubricka (2014)[4]

2015:
- European Design Awards – Brązowy medal
- 3x3 Illustration Competition – Honorowe wyróżnienie[6]
- Society of Illustrators of Los Angeles(inne języki) – złoty medal za plakat do filmu Lolita Stanleya Kubricka (2014)
- Society of Illustrators Los Angeles- złoty medal za plakat przedstawiający Władimira Putina w kominiarce moro na okładce tygodnika Time (2014)[4]

2017:
- Jungle Illustration Award – Złoty medal w kategorii reklam
- 3x3 Illustration Annual No.14 – Zwycięzca Wystawy Profesjonalnej

2018:
- 3x3 Illustration Annual No.15 – Zwycięzca Wystawy Profesjonalnej

2019:
- Polish Graphic Design Awards – Naroda Główna
- 3x3 Illustration Annual No.16 – Zwycięzca Wystawy Profesjonalnej

2020:
- Klub Twórców Reklamy – Brązowy medal
- Spectrum 27 – złoty medal w kategorii reklam
- 3x3 Illustration Annual No.17 – Zwycięzca Wystawy Profesjonalnej
- European Design Awards – Brązowy medal

2021:
- Society of Illustrators New York – Złoty medal
- Projekt Roku – nominacja
- Polish Graphic Design Awards – Nagroda główna
- Klub Twórców Reklamy – Brązowy medal
- Society of Illustrators Los Angeles – Srebrny medal

2022:
- Polski Instytut Sztuki Filmowej – nominacja to nagrody PISF
- Society of Illustrators Los Angeles – Złoty medal
- 3x3 Illustration Annual No.19 – Zwycięzca Wystawy Profesjonalnej[6]